# Aziloka
Aziloka es el nombre de una variedad cultivar de manzano (Malus domestica). Esta manzana está cultivada en diversos viveros entre ellos algunos dedicados a conservación de árboles frutales en peligro de desaparición. La manzana 'Aziloka' es originaria de Guipúzcoa, y actualmente se cultiva debido a su sabor ácido amargo para manzana de cocina, y muy apreciada en la elaboración de sidra.

## Sinónimos
- "Manzana Aziloka",
- "Aziloka Sagarra",[6][7]
- "Gaziloka".

## Historia
'Aziloka' es una variedad de manzana cultivada en el País Vasco (en algunos lugares es conocida como "Gaziloka"), está considerada incluida en las variedades locales autóctonas muy antiguas, cuyo cultivo se centraba en comarcas muy definidas. Se caracterizaban por su buena adaptación a sus ecosistemas y podrían tener interés genético en virtud de su adaptación. Estas se podían clasificar en dos subgrupos: de mesa o de cocina, y de sidra (aunque algunas tenían aptitud mixta). Es muy apreciada en elaboraciones culinarias por su sabor ácido amargo, y muy importante en la elaboración de sidra en el país vasco por su sabor ácido amargo.
'Aziloka' es una variedad mixta, clasificada como muy buena en la elaboración de sidra, también se utiliza como manzana de cocina por su sabor dulce amargo; difundido su cultivo en el pasado por los viveros comerciales y cuyo cultivo en la actualidad se ha reducido a huertos familiares. Variedad presente en Guipúzcoa.

## Características
El manzano de la variedad 'Aziloka' tiene un vigor alto, es árbol de mediana producción; florece a finales de abril.
La variedad de manzana 'Aziloka' tiene un fruto de tamaño mediano; forma redondeada asimétrica, aplastada; piel gruesa, blanda y algo cerosa; con color de fondo amarillo, siendo el color del sobre color el mismo, con algunas lenticelas
grises, algunos puntos marrones y pardos de ruginoso-"russetting", siendo la sensibilidad al "ruginoso"/"russetting" (pardeamiento áspero superficial que presentan algunas variedades) bajo; pedúnculo de tamaño corto, grueso, y muy duro, anchura de la cavidad peduncular estrecha, profundidad de la cavidad peduncular profunda con abundante ruginoso en la pared en forma de radios que sobresalen de la pared; cáliz pequeño y cerrado, profundidad de la cav. calicina media, de anchura pequeña, y ruginoso débil.
Carne de color blanco, con textura crujiente pero blanda, de mucho zumo, y mucho aroma; el sabor característico de la variedad, ácido amargo; corazón de tamaño medio, desplazado. Eje abierto. Cavidades casi imperceptibles. Semillas aristadas, puntiagudas, de tamaño medio, color marrón claro uniforme.
La manzana 'Aziloka' tiene una época de recolección tardía a principios de otoño, madura en octubre, de larga duración. Tiene uso mixto pues se usa como manzana de cocina, y también como manzana para la elaboración de sidra, como manzana sidrera es una variedad muy apreciada por ser una manzana ácido amargo, y muy jugosa.